# Larnaka
Larnaka je sa 72 000 stanovnika treći grad po veličini na Cipru. Nalazi se na jugoistoku otoka. To je najstariji grad na Cipru. Smatra se da je nastao oko 4,000 pr. Kr. U starom vijeku se je zvao Kition (latinski Citium). Prema legendi ga je osnovao Noin praunuk Kittim. U početku je Kition bio fenička kolonija, a kasnije grčki grad. Tamo je rođen grčki filozof Zenon iz Kitija. Smatra se da se je sveti Lazar (kojeg je Isus uskrsnuo) preselio u Larnaku i postao njezin prvi biskup.
Larnaka je danas značajna luka i važan turistički centar. Turiste najviše privlače brojne plaže u i oko grada. Posebno je popularna šetnica s palmama uz more. Postoji crkva sv. Lazara sagrađena na njegovom grobu, džamija Hala Sultan Tekke (smatra se da je u njoj grob Muhamedove pomajke Umm Haram) i turska tvrđava. Nedaleko od grada je slano jezero Haliki Larnakas. Larnaka ima najveći aerodrom na Cipru.